# Eine Robbe und das große Glück
Eine Robbe und das große Glück ist ein deutscher Fernsehfilm von Imogen Kimmel aus dem Jahr 2007. Es ist die Fortsetzung von Eine Robbe zum Verlieben.

## Handlung
Dr. Knut Hansen heiratet nach vielen Jahren seine alte Jugendliebe Stina Thorwald. Obwohl Thomas Krugmann mit seinen beiden Kindern zur Trauung in die Kirche kommen will, schafft er es aufgrund einer Autopanne nicht. Doch zu den Feierlichkeiten ist er endlich da und plant mit seiner kleinen Familie zu Anne Petersen zu ziehen, die er im Sommerurlaub kennen und lieben gelernt hat. Anne ist Fischerin und besitzt ein amüsantes Haustier: die zahme Robbe William, von der die Kinder sofort begeistert sind. Anfangs scheint die Idylle perfekt, doch unerwartet muss Thomas nach Hannover zurück, um einen erkrankten Kollegen zu vertreten. So bleibt Anne mit den Kindern allein und hat zu kämpfen, dass die anderen Fischer ihr nicht ihre Lieferverträge abjagen. Eines Tages trifft sie auf Sabine, die mit ihr auf die See fährt, um sich ungestört mit ihr unterhalten zu können. Dort gesteht sie ihr, dass sie schwanger sei und sich nicht traue, Piet davon zu erzählen. Auch könne sie sich nicht vorstellen, ihren Beruf aufzugeben. Auch Anne kommen Zweifel, ob sie der Aufgabe, Thomas’ Kindern die Mutter zu ersetzen, gewachsen ist.
Dieses Gefühl verstärkt sich zusätzlich, als plötzlich Annes Ex-Freund Robert auftaucht, der sie zurückerobern möchte, obwohl er ihr vor acht Jahren fast das Herz gebrochen hätte. Zu allem Überfluss streikt ihr alter Kahn und sie kann nicht zum Fischen auf See und droht damit in Lieferverzug und in finanzielle Not zu geraten. Ungefragt bezahlt Robert die Reparatur des Kutters, woraufhin sie ihm fast verziehen hätte. Unerwartet kehrt Thomas zurück und findet Anne mit Robert allein im Haus. Er zieht daraus seine eigenen Schlüsse und umgehend in die Pension „Krabbe“. Dort trifft er auf Knut Hansen, der ebenfalls Beziehungsprobleme hat. Beide sprechen sich aus und Knut beteuert, dass Robert harmlos sei. Er kenne ihn schließlich von dessen Kindheit an. Um Anne zu entlasten, planen beide, dass Knut in Teilzeit bei Anne mitarbeiten solle.
Am nächsten Tag finden Anne und Thomas zur Versöhnung bereit wieder zueinander. Sie gestehen sich ihre Liebe und Thomas macht Anne auf Knien einen Heiratsantrag am Strand. Bei der bald darauf stattfindenden Trauungszeremonie bringt Robbe William ihnen die Ringe und das junge Paar fährt gemeinsam mit Annes festlich geschmücktem Kutter auf die See hinaus.

## Produktionsnotizen
Eine Robbe und das große Glück wurde am 14. September 2007 auf Das Erste erstgesendet.
Die Dreharbeiten erfolgten in Ahrenshoop, Zingst, auf dem Darß und Fischland. Musikalische Beiträge leistete das Trio Hafennacht und war in beiden Filmen mit seinen maritimen Chansons zu hören.

## Kritik
Tilmann P. Gangloff von Kino.de war der Ansicht: „Kimmel inszeniert [‚Eine Robbe und das große Glück‘] mit der gleichen Seelenruhe, mit der des Nachts ein Pinguinpärchen durchs Dorf watschelt. Doch die Figuren sind sympathisch und ihre alltäglichen Probleme jederzeit nachvollziehbar; es stört daher gar nicht weiter, dass die Handlung streng genommen nur aus Nebenschauplätzen besteht. Schifferklavier und Shanties sorgen für Seemannsstimmung, und wenn mal gar nichts passiert, gibt Seehund William, Annes Haustier, mit seinen harmlosen Streichen den Pausenclown. Nette Unterhaltung für die ganze Familie.“
TV Spielfilm vergab eine mittlere Wertung (Daumen zur Seite) und befand: „Es gibt kleine Irritationen in der polierten Postkartenwelt, aber diese wirken weit hergeholt“ und zog das Fazit: „Sterile Reklamebilder für den Ostseeurlaub“.
Recht negativ fiel das Urteil der Kritiker von Quotenmeter aus. Sie schrieben:
„‚Eine Robbe und das große Glück‘ kann den Charme des ersten Teils leider überhaupt nicht aufrecht erhalten [sic]. Im ersten Drittel des Filmes ist keinerlei Handlung erkennbar. Die Figuren unterhalten sich über Nichtigkeiten, während es mit der Zeit etwas seltsam Beschränktes hat, dass der wichtigste Gesprächspartner der Protagonistin eine Robbe ist, die sich aber intellektuell auf dem gleichen Niveau wie die übrigen Charaktere befindet. Erst mit dem ‚Inciting Incident‘ am Ende des ersten Aktes beginnt etwas, das man Plot nennen könnte; doch auch hier bleibt der Film weitgehend unspannend und nichtssagend.“